# Blair (Nebraska)
Blair je grad u američkoj saveznoj državi Nebraska. Prema popisu stanovništva iz 2010. u njemu je živjelo 7,990 stanovnika.